# びしゃん

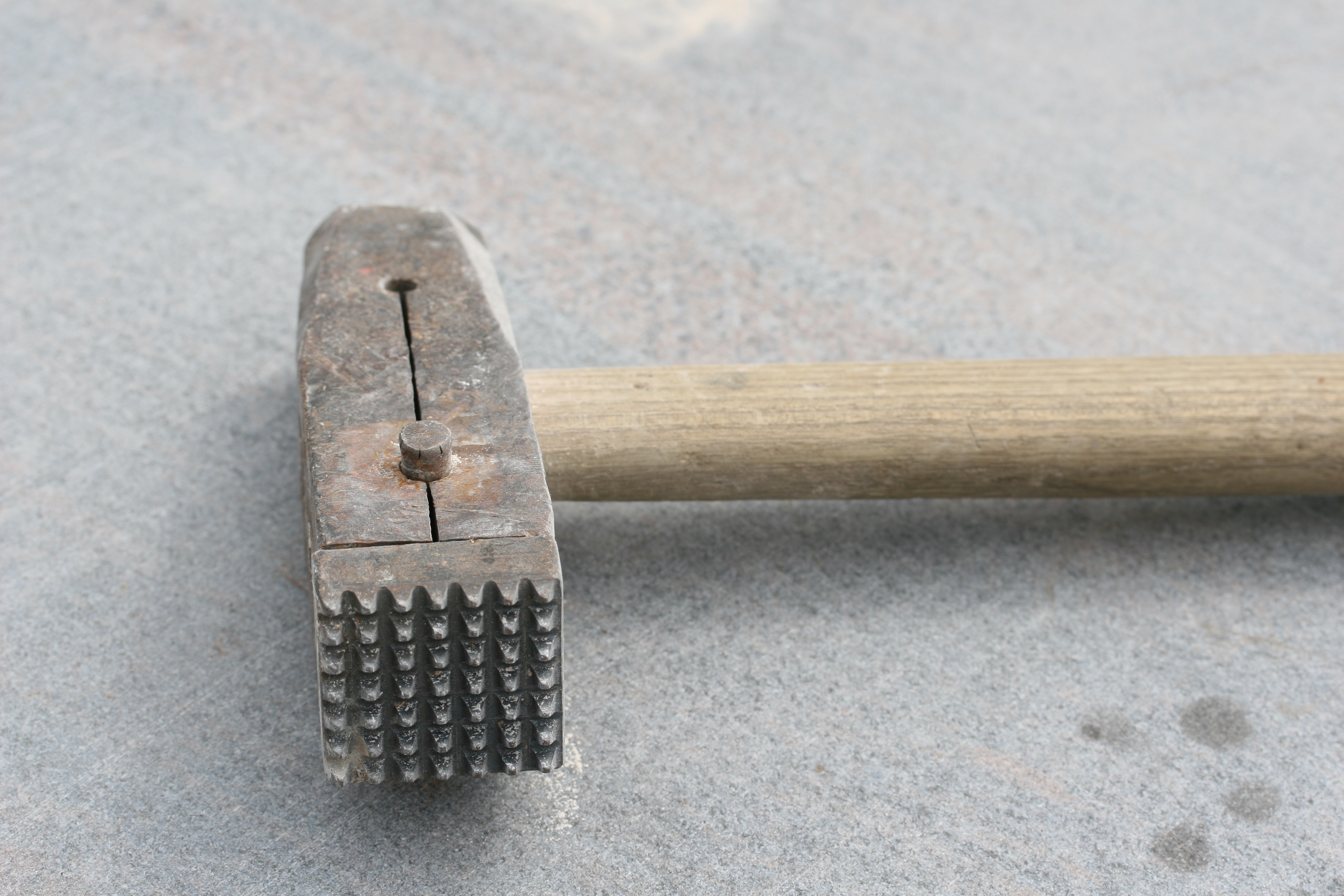
びしゃん

びしゃんとは、石材やコンクリートの表面を加工する時に使う鉄槌である。名前は英語名のブッシュ・ハンマー（Bush hammer）から来ているとされる。
形はほぼ正方形で、槌の面には四角いスパイク状の突起が格子状に並んでおり、一列に並んだ突起の数により「5枚びしゃん」（5×5の25目)、「10枚びしゃん」（10×10の100目）と呼ばれる。刃のように細い面に突起が1列に並んだ刃びしゃんも存在する。
電動の物も存在するが基本的な使い方は同じで、石材の表面を叩く事で石材を削っていく。同じ面積で叩く回数が少ないと表面は荒削り風になり、多く叩くと滑らかな風合いになる。仕上げの工程が進むにつれて目の数が多い（突起が細かい）びしゃんに換えていく。